# English Training : Progressez en anglais sans stresser
English Training : Progressez en Anglais sans Stresser est un jeu vidéo sorti en 2006 sur Nintendo DS. Le jeu est développé et édité par Nintendo.
English Training est un titre conçu pour s'améliorer en anglais. Le joueur doit par exemple écrire ce qu'il entend en anglais sur l'écran tactile de la Nintendo DS.

## Accueil
Le jeu a été un succès : il est devenu million seller au Japon et est apparu plusieurs semaines dans les charts européennes.[réf. nécessaire]